# 球迷世界
《球迷世界》（英語：Soccer Fan）是香港電視廣播有限公司製作的電視體育節目，由1984年10月至2009年6月於翡翠台播出，2004年至2007年間曾一度停播。

## 節目介绍
《球迷世界》於1984年10月1日啟播，是無綫電視一個以足球運動為主題的節目，於球季期間播放，並獲得香港足球總會支持。《球迷世界》的前身是1978年啟播的節目《球迷雜誌》，由葉尚華、陳耀武等人主持。
節目首節會先播放香港足球的比賽精華片段；第二節播放本地球員、教練及球圈人士訪問，或報道球圈新聞、探討近期熱話；最後一節則播放外國足球和其他國際大型賽事的比賽精華片段。
最初，《球迷世界》逢周一晚深夜播出，由潘宗明和陳錫雄擔任主持，後來改於周五晚深夜播放，又有陳耀武、余懷英等人評述精華片段。。1986年，蔡育瑜加入成為雙主持之一。
1980年代末，節目改為逢周日上午11時播出。1991年，知名足球評述員林尚義加入無綫電視，自此領銜主持此節目，與蔡育瑜和鍾志光組成經典足球主持評述組合。當時節目加入「䱽魚話當年」環節，由林尚義講解本地足球歷史典故。
2000年代初，香港足球進入「冰河時期」，關注度大減。2004年1月，《球迷世界》改為逢星期六下午播放。球季完結後，節目停播。
2007年10月21日，節目復播，逢星期日下午播放。由於林尚義已退休，蔡育瑜亦已轉到收費電視頻道工作，節目加入Keyman擔任主持，前體育新聞主播伍晃榮主理「波係玄嘅」環節，由廠景改以外景拍攝。2009年6月球季完結後，節目因電視台資源重整而再次停播，《球迷世界》內容併入《體育世界》節目內播放。

## 影響
在互聯網未盛行的年代，《球迷世界》是足球迷接收足球資訊的重要來源之一，節目定期舉辦球迷來信、金球競選、有獎問答遊戲等活動與球迷互動。由於節目多年來以報道本地球壇資訊為主，其節目片段成為香港足球的重要史料。
《球迷世界》是無綫電視其中一個最長壽的節目，節目停播後成為香港球迷的集體回憶，包括主持人「阿叔」林尚義、令人血脈沸騰的主題曲等。

## 軼事
由於電視台不能事前宣傳直播本地足球賽事，節目中主持人會以「飲茶」作結尾，提醒球迷當日下午的本地球賽已安排電視直播。

## 主持
- 潘宗明 （1984年-1990年）[5]
- 蔡育瑜（1986年-2004年）
- 鍾志光（1990年-2009年）[6][7]
- 林尚義（1991年-2004年）
- Keyman（2007年-2009年）
- 伍晃榮（2007年-2008年）

## 記者
- 石金華（1990年代）
- 林文森（1990年代）
- 饒家輝
- 李佩瑜
- 李思雅